# Eulophus magnisulcatus
Eulophus magnisulcatus är en stekelart som beskrevs av Girault 1916. Eulophus magnisulcatus ingår i släktet Eulophus och familjen finglanssteklar. Inga underarter finns listade i Catalogue of Life.